# USS Philadelphia (LPD-32)
El USS Philadelphia (LPD-32) será un amphibious transport dock de la clase San Antonio Bloque II que servirá en la Armada de los Estados Unidos. El nombre es en honor a la ciudad de Filadelfia, Pensilvania.